# Ilex walkeri
Ilex walkeri là một loài thực vật có hoa trong họ Aquifoliaceae. Loài này được Wight & Gardner ex Thwaites mô tả khoa học đầu tiên năm 1860.